# Exonime maghiare
Aceasta este o listă cu denumiri maghiare pentru localități din afara Ungariei.

## Australia
| Australia Ausztrália         | Australia Ausztrália      | Australia Ausztrália         |
| Nume romanesc                | Nume maghiar              | Nume endonim                 |
| ---------------------------- | ------------------------- | ---------------------------- |
| Australia de Vest            | Nyugat-Ausztrália         | Western Australia            |
| Noua Galie de Sud            | Új-Dél-Wales              | New South Wales              |
| Australia de Sud             | Dél-Ausztrália            | South Australia              |
| Australian Capital Territory | Ausztrál fővárosi terület | Australian Capital Territory |
| Teritoriul de Nord           | Északi terület            | Northern Territory           |

## Bulgaria
- Nikopol - Nikápoly
- Ruse - Oroszcsík
- Silistra - Durosztol

## Croația
- Osijek - Eszék

## Germania
- Leipzig - Lipcse

## Republica Moldova
- Chișinău - Kisjenő
- Orhei - Varhely (cetate de apărare)

## România
- Alba Iulia - Gyulafehérvár (cetatea albă a lui Iuliu)
- Aleșd - Élesd
- Bacău - Bákó
- Baia Mare - Nagybánya
- București - Bukarest
- Câmpulung - Hosszúmező
- Cehu Silvaniei - Szilágycseh
- Cluj-Napoca - Kolozsvár
- Curtea de Argeș - Argyasudvarhely
- Drobeta Turnu-Severin - Szörényvár / Szörénytornya
- Guruslău - Magyargoroszló
- Hărău - Haró
- Iași - Jászvásár
- Miercurea Ciuc -  Csíkszereda
- Mirăslău - Miriszló
- Șomcuta Mare - Nagysomkút
- Odorheiu Secuiesc - Székelyudvarhely
- Oradea - Nagyvárad
- Praid - Parajd
- Ruscova - Visóoroszi
- Salonta - Nagyszalonta / Szalonta
- Siret - Szeretvásár
- Suceava - Szucsáva / Szőcsvásár
- Târgu Secuiesc - Kézdivásárhely
- Timișoara - Temesvár
- Turda - Torda

## Slovacia
- Bardejov - Bártfá
- Bratislava - Pozsony
- Brezno - Breznóbánya
- Gelnica - Gölnicbánya
- Handlová - Nyitrabánya
- Košice - Kassa
- Krompachy - Korompa
- Prešov - Eperjes
- Púchov - Puhó
- Revúca - Nagyröcze
- Sládkovičovo - Dioszeg

## Ucraina
- Mukacheve - Munkács

- Svaleava - Szolyva